# Arrest Boarnsterhim/Heideveld
Het arrest Boarnsterhim/Heideveld & Meinders (HR 14 juni 2002, NJ 2004/127) is een arrest van de Nederlandse Hoge Raad dat betrekking heeft op aansprakelijkheid van de gemeente uit onrechtmatige daad jegens opvolgende verkrijgers, na uitgifte van verontreinigde bouwgrond met schonegrondverklaring en bouwplicht. Dit hield verband met een ontoereikende bodemsanering bij een voormalige houtfabriek.

## Casus
Betrokkenen:
- voormalige houtfabriek Halbertsma
- gemeente Boarnsterhim (Boornsterhem)
- Van der Werf's Bouwbedrijf BV, een aannemer
- Heideveld & Meinders, de eigenaar/bewoners van één bepaalde woning.

Begin jaren 80 koopt de gemeente Idaarderadeel (rechtsvoorganger van de gemeente Boarnsterhim) een bedrijfsterrein in Grouw waar houtfabriek Halbertsma was gevestigd. De bodem wordt in opdracht van de gemeente gesaneerd (in 1983), het gebied krijgt een woonbestemming en wordt bouwrijp gemaakt. In 1993 heeft de gemeente Boarnsterhim een schonegrondverklaring afgegeven, inhoudende dat uit milieuhygiënisch oogpunt geen belemmeringen bestaan voor toekomstige woningbouw op het terrein. In 1993 verkoopt de gemeente grond met bouwplicht aan aannemers die op hun beurt kavels met daarop een woning in aanbouw verkopen aan particulieren, waaronder Heideveld c.s. (in 1994).
Een nader onderzoek in de periode 1996-1998 wijst uit, dat op een aantal percelen sprake is van ernstige verontreiniging in de zin van de Wet bodembescherming (Wbb). De bodemsanering is onvoldoende zorgvuldig geweest en hetzelfde geldt voor het bouwrijp maken. Op het perceel van Heideveld c.s. wordt slechts een lichte verontreiniging geconstateerd, die niet ernstig is in de zin van de Wbb. Toch lijden ze schade bij de verkoop van hun woning, vanwege de locatie in een "gifwijk". Ze stellen de gemeente aansprakelijk uit onrechtmatige daad wegens de uitgifte van verontreinigde grond.

## Rechtsvraag
Het perceel van Heideveld c.s. heeft weinig last van verontreiniging. Kan Heideveld c.s. de waardedaling van de woning op de gemeente verhalen? (Ja.)

## Procesgang
De vordering van Heideveld c.s. is door de rechtbank afgewezen. Dit vonnis is in hoger beroep door het hof vernietigd en het geding is terugverwezen naar de rechtbank. Tegen deze uitspraak ging de gemeente in cassatie. Het cassatieberoep is verworpen.

### Hof
De Hoge Raad geeft de volgende samenvatting:

3.2.3

Het Hof heeft (...) in rov. 7-10 van zijn arrest het volgende, samengevat weergegeven, overwogen.

In de wijk ‘De Baai’ is op een aantal locaties sprake van ernstige bodemverontreiniging die het gevolg is van de activiteiten van houtverwerkingsfabriek Halbertsma. Nadat de Gemeente het voormalige bedrijfsterrein van Halbertsma had aangekocht, heeft een sanering daarvan plaatsgevonden, die echter niet op voldoende zorgvuldige wijze is geschied. Dat de Gemeente, zoals zij had betoogd, redelijkerwijs ervan mocht uitgaan dat het gehele Halbertsma-terrein afdoende was gesaneerd, doet hieraan niet af. Dit leidt tot de slotsom dat de Gemeente heeft gehandeld in strijd met de zorgvuldigheid die zij in het maatschappelijk verkeer in acht behoort te nemen; zij heeft immers verontreinigde grond als bouwgrond in het verkeer gebracht, zonder dat deze afdoende was gesaneerd.

Vervolgens heeft het Hof geoordeeld dat wat betreft de voormalige woning van Heideveld c.s. aan bevestigende beantwoording van voormelde vraag niet in de weg staat dat deze woning zich niet op een perceel bevindt dat ernstig verontreinigd is: op grond van de in rov. 11 van zijn arrest genoemde omstandigheden is het in het verkeer brengen van ernstig verontreinigde bouwgrond ook onrechtmatig jegens derden –als Heideveld c.s.– die zelf over een niet (ernstig) verontreinigd perceel beschikken (rov. 12).

### Hoge Raad
De Hoge Raad overwoog:

3.3

Door in een geval als het onderhavige — waarin het gaat om een gemeente die verontreinigde grond verkoopt met een bouwplicht en aldus jegens haar wederpartij een garantie geeft dat de grond geschikt is voor woningbouw, terwijl zij weet dat die grond in percelen zal worden doorverkocht aan toekomstige bewoners — te oordelen dat deze gemeente jegens de toekomstige bewoners onrechtmatig handelt, en dat daarbij niet ter zake doet of de gemeente al dan niet van de verontreiniging op de hoogte was of moest zijn, heeft het Hof niet een onjuiste maatstaf gehanteerd.

3.5

Het onderdeel [5] faalt, omdat het de gedachtegang van het Hof miskent, die immers erop neerkomt dat ook kopers van niet ernstig verontreinigde percelen nadelige gevolgen ondervinden van de omstandigheid dat zich in de onmiddellijke nabijheid wel ernstig verontreinigde percelen bevinden. Deze gedachtegang, die niet blijk geeft van een onjuiste rechtsopvatting, is niet onbegrijpelijk.

## Tot besluit
Pas in 2006 doet de Hoge Raad voor het eerst uitspraak inzake de uitgifte van verontreinigde grond zonder bouwplicht.
In eerdere arresten impliceert de bouwplicht een garantie dat de grond geschikt is voor woningbouw. Op grond van die garantie is de gemeente aansprakelijk uit wanprestatie en –jegens opvolgende verkrijgers– uit onrechtmatige daad.
In dit arrest is de schadeclaim niet gebaseerd op de bruikbaarheid maar op de verkoopbaarheid van het perceel.
De gemeente is ook aansprakelijk jegens degenen die bij verkoop van een niet verontreinigd perceel schade lijden door de locatie van hun perceel in een "gifwijk".